# Saint-Amour (Jura)
Saint-Amour és un municipi de la regió de Borgonya - Franc Comtat, departament del Jura.

## Fills il·lustres
- Jeanne Hatto (1879-1958) mezzosoprano.